# 泉佐野市消防本部
泉佐野市消防本部（いずみさのししょうぼうほんぶ）は、かつて存在した大阪府泉佐野市の消防部局（消防本部）。管轄区域は泉佐野市、泉南郡田尻町全域及び泉南市泉州空港南（関西国際空港本島泉南市域）。田尻町及び泉南市は泉佐野市に常備消防事務を委託していた（泉南市は泉州空港南の区域のみ）。2013年4月からは泉州南消防組合に統合された。

## 概要
- 消防本部：泉佐野市りんくう往来北1-20
- 管内面積：59.99km2
- 職員定数：154人
- 消防署2カ所、分署1カ所、出張所3カ所
- 主力機械（2007年4月1日現在）
  - 普通消防ポンプ自動車：3
  - 水槽付消防ポンプ自動車：3
  - はしご付消防自動車：2
  - 化学消防自動車：2
  - 泡原液搬送車：1
  - 救急自動車：7
  - 救助工作車：1
  - 水難救助車：2
  - 指揮車：1
  - 広報車：4
  - 小型動力ポンプ積載車：1
  - 資機材搬送車：5
  - 水槽車：1

## 沿革
- 1945年6月30日　官設消防として、大阪府警察部消防課直属の佐野特別消防出張所を開設する。
- 1946年3月30日　佐野特別消防出張所が佐野消防署に昇格する。
- 1948年3月7日　自治体消防として、佐野町消防本部・佐野町消防署を設置する。
- 1948年4月1日　市制施行に伴い、泉佐野市消防本部・泉佐野市消防署に改称する。
- 1949年6月1日　消防本部・消防署庁舎を新築し移転する。
- 1964年11月26日　救急業務を開始する。
- 1969年10月21日　北出張所を開設する。
- 1969年12月20日　屈折はしご付消防自動車を本署に配備する。
- 1973年6月1日　西出張所を開設する。
- 1974年1月10日　消防本部に課制を導入する。
- 1974年4月22日　消防本部・消防署庁舎を新築し移転する。
- 1974年11月8日　はしご付消防自動車（三菱ふそう・FT）を本署に配備する。
- 1981年9月19日　化学消防自動車（三菱ふそう・FK）を本署に配備する。
- 1988年12月22日　救助工作車（三菱ふそう・ファイター）を本署に配備する。
- 1992年4月1日　田尻出張所を開設し、田尻町の消防委託事務を開始する。
- 1992年4月1日　関西国際空港本島泉南市域の消防委託事務を開始する。
- 1994年6月21日　空港分署を開設する。
- 1994年9月1日　泡原液搬送車（三菱ふそう・ファイター）を空港分署に配備する。
- 1994年9月10日　大型救急自動車（いすゞ・LR）を空港分署に配備する。
- 1995年1月6日　高規格救急自動車（トヨタ・ハイメディック）を本署に配備する。
- 1996年2月1日　消防本部庁舎を新築し現在地に移転する。りんくう消防署を設置し、2署体制となる。泉佐野市消防署を中消防署に改称する。
- 1999年4月1日　泉佐野市消防音楽隊が発足する。
- 2001年12月18日　高規格救急自動車（トヨタ・ハイメディック）をりんくう消防署に配備する。
- 2003年11月1日　東出張所を開設する。
- 2013年4月1日　泉州南消防組合に統合される。

## 組織
- 本部－総務課、予防課、警備課
- 消防署

## 消防署
| 消防署         | 住所                       | 分署                          | 出張所                                           |
| -------------- | -------------------------- | ----------------------------- | ------------------------------------------------ |
| りんくう消防署 | 泉佐野市りんくう往来北1-20 | 空港：泉南郡田尻町泉州空港中1 | 田尻：泉南郡田尻町大字嘉祥寺385-2                |
| 中消防署       | 泉佐野市市場東3-295-6      | なし                          | 北：泉佐野市上瓦屋455-3 東：泉佐野市日根野5565-1 |